# Межправительственная океанографическая комиссия
Межправительственная океанографическая комиссия — автономный орган, функционирующий в рамках ЮНЕСКО и способствующий развитию морской науки.

## История
В 1960 году была начата международная экспедиция в Индийском океане. При ЮНЕСКО образовывается Межправительственная океанографическая комиссия, которая согласовывала и способствовала внедрению программ, проектов научной направленности по мониторингу за океаном, сокращением аварий на море.

## Роль и функции МОК
Конвенцией ООН по морскому праву МОК признана как организация международного уровня в области морских научных исследований, способствующая внедрению морских технологий.

### Функции
- способствует международному взаимосотрудничеству стран в сфере океанографических исследований, формированию служб и систем мониторинга, уменьшению опасности и создание потенциала для эффективного управления прибрежными территориями и океаническими ресурсами;
- направляет свою деятельность на управление процессами утверждения решений странами-участницами по использованию морских ресурсов и снижению негативного воздействия на экосистему океана, содействуя устойчивому развитию морской среды;
- координирует мониторинг за океаном через Глобальную систему наблюдений за океаном (ГСНО), которая нацелена на использование единой сети предоставления и взаимообмена информационными данными о биологических и физико-химических показателях;
- предоставляет правительствам, представителям науки промышленности, общественности информационные данные для принятия действенных мер по проблемам океанов;
- способствует координации межправительственных органов, развитию региональных систем по предупреждению о цунами и смягчению их последствий;
- на систематической основе способствует созданию информационной базы научных знаний о климатических изменениях, доступной широкому кругу потенциальных пользователей